# Distretto di Haga
Il distretto di Haga (芳賀郡, Haga-gun?) è uno dei distretti della prefettura di Tochigi, in Giappone.
Attualmente fanno parte del distretto i comuni di Haga, Ichikai, Mashiko, Motegi e Ninomiya.